# Little Grove
Little Grove ist eine kleine, ländliche geprägte Stadt im australischen Bundesstaat Western Australia. Der Ort liegt etwa vier Kilometer Luftlinie von Albany entfernt auf der anderen Seite der Bucht King George Sound. Der Ort liegt im traditionellen Siedlungsgebiet des Aborigines-Stammes der Mineng.

## Geografie
Little Grove liegt auf der Torndirrup-Halbinsel nördlich des Torndirrup-Nationalparks, der die Südküste der Halbinsel umfasst. Westlich des Ortes liegt Torndirrup und südöstlich das deutlich kleinere Big Grove. Im Ort liegen die Landspitzen Pagoda Point, Stuarts Point und Rushy Point. Außerdem hat der Ort seine eigene Grundschule, die Little Grove Primary School sowie die Pärke Mills Park und Gill Park.
Im Norden hat Little Grove etwa 3,6 Kilometer Küste an der Shoal Bay, einer Bucht an der Great Australian Bight.
Nach Albany sind es auf der Straße knapp neun Kilometer.

## Bevölkerung
Der Ort Little Grove hatte 2016 eine Bevölkerung von 1503 Menschen, davon 51,2 % männlich und 48,8 % weiblich. Darunter sind 2,1 % (32 Personen) Aborigines oder Torres Strait Islanders.
Das durchschnittliche Alter in Little Grove liegt bei 45 Jahren, sieben Jahre mehr als der australische Durchschnitt von 38 Jahren.

## Verkehr
Die Frenchman Bay Road führt durch den Ort bis nach Frenchman Bay. Außerdem fährt die Buslinie 805 nach Little Grove.